# Bicornispora exophiala
Bicornispora exophiala är en svampart som beskrevs av Checa, Barrasa, M.N. Blanco & A.T. Martínez 1996. Bicornispora exophiala ingår i släktet Bicornispora och familjen Coryneliaceae.   Inga underarter finns listade i Catalogue of Life.